# Gemeinde Idrija

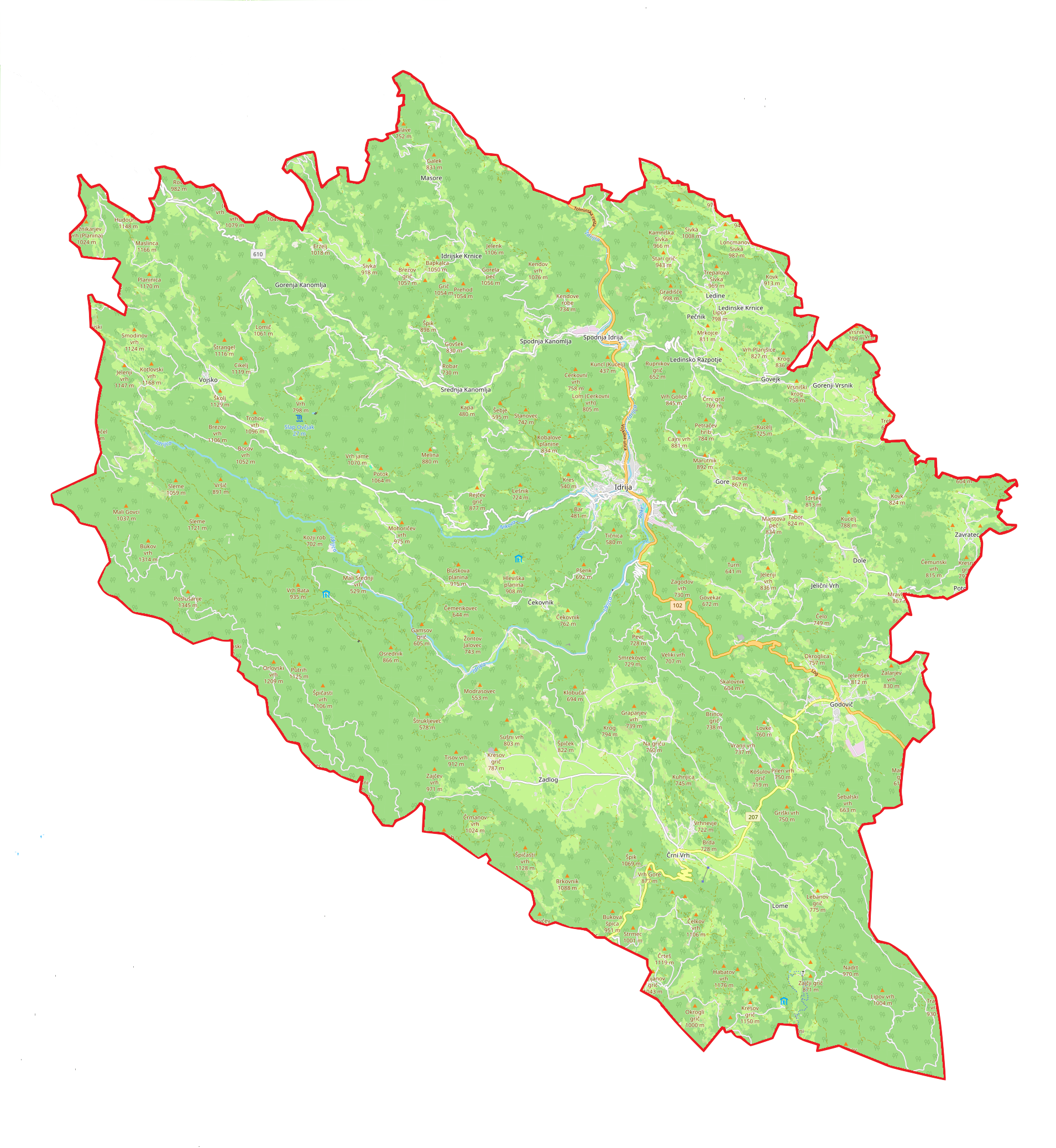
Ortschaften der Gemeinde Idrija

Die Gemeinde Idrija  (deutsch und italienisch: Idria) ist eine Gemeinde im Westen Sloweniens in der historischen Landschaft Primorska (Region Goriška). Sie liegt im oberen Teil am Fluss Idrijca (dt.: Fetschenbach) im Übergang von den Julischen Alpen zur Karstregion
Hauptort und Verwaltungssitz ist die Stadt Idrija.
Die Gemeinde wurde zur Alpenstadt des Jahres 2011 gekürt. 2012 wurden die Altstadt und weitere Stätten auf dem Gemeindegebiet gemeinsam mit dem spanischen Bergwerk von Almadén unter der Bezeichnung Historische Stätten der Quecksilbergewinnung: Almadén und Idrija in das UNESCO-Weltkulturerbe aufgenommen.

## Ortschaften
Die Gemeinde umfasst 36 Ortschaften. Die deutschen Exonyme in den Klammern stammen aus der Mitte des 19. Jahrhunderts und werden heutzutage nicht mehr verwendet:
- Dole (dt.: Dollach)
- Čekovnik (dt.: Klausen)
- Črni Vrh (dt.: Schwarzenberg)
- Godovič (dt.: Godowitsch)
- Gore (dt.: Tschudenberg, auch Alben)
- Gorenja Kanomlja (dt.: Ober Katel)
- Gorenji Vrsnik (dt.: Ober Wresnig)
- Govejk (dt.: Goweik)
- Idrija (dt.: Idria)
- Idrijska Bela (dt.: Magdalenenberg, auch Wellach)
- Idrijske Krnice (dt.: Kronz)
- Idrijski Log (dt.: Laag)
- Idršek (dt.: Hiderschegg )
- Javornik (dt.:  Sankt Johann)
- Jelični Vrh (dt.: Jellitschenberg)
- Kanji Dol (dt.: Kainthal)
- Korita (dt.: Korreitach)
- Ledine (dt.: Öden)
- Ledinske Krnice (dt.: Karnitze bei Öden)
- Ledinsko Razpotje (dt.: Raspoth)
- Lome (dt.: Lorrein)
- Masore (dt.:  Masora)
- Mrzli Log (dt.: Kaltenloch)
- Mrzli Vrh (dt.: Kaltenberg )
- Pečnik (dt.: Petschnig)
- Potok (dt.: Bach)
- Predgriže (dt.:  Predgrische)
- Spodnja Idrija (dt.: Unter Idria)
- Spodnja Kanomlja, (dt.: Unter Katel)
- Spodnji Vrsnik (dt.: Unter Wresnig)
- Srednja Kanomlja (dt.: Mitter Katel)
- Strmec (dt.: Sternitz)
- Vojsko (dt.: Woischach)
- Zadlog (dt.: Lug )
- Zavratec (dt.: Sauratz)
- Žirovnica (dt.: Scheraunitz)

## Sehenswürdigkeiten
- Burg Gewerkenegg mit Regionalmuseum Idrija
- Antonius-Stollen, der älteste um 1500 in einen Fels der Innenstadt getriebene Stollen
- Partisanendruckerei aus dem Jahr 1944
- Langschwellenbahnen von Idria (um 1853–1875)
- Idrijca-Landschaftsschutzpark

## Nachbargemeinden
| Tolmin              | Cerkno                                      | Žiri    |
| Tolmin, Nova Gorica | Kompassrose, die auf Nachbargemeinden zeigt | Logatec |
| Ajdovščina          | Ajdovščina                                  | Logatec |

## Persönlichkeiten
Söhne und Töchter der Stadt/Gemeinde:
- Anton Kautschitz (1743–1814), Weihbischof der Erzdiözese Wien und Bischof der Diözese Laibach, heute Erzdiözese Ljubljana
- Anton Alois Wolf (1782–1859), Bischof der Diözese Laibach, heute Erzdiözese Ljubljana
- Emilie Kraus von Wolfsberg (1785–1845), ab 1805 mehrere Jahre die Geliebte des französischen Kaisers Napoleon I.
- Jožef Blaznik (1800–1872), Drucker und Verleger
- Karl Deschmann (1821–1889), Politiker, Archäologe und Naturwissenschaftler
- Vladimír Karfík (1901–1996), tschechoslowakischer Architekt und Hochschullehrer